# Andrea Tagwerker
Andrea Tagwerker (* 23. Oktober 1970 in Bludenz) ist eine ehemalige österreichische Rennrodlerin und vierfache Starterin bei den Olympischen Winterspielen (1988, 1992, 1994, 1998).

## Werdegang
Andrea Tagwerker wuchs in Bludenz auf und hatte dort die Rodelbahn in Hinterplärsch unmittelbar vor ihrer Haustür.
Bei den Olympischen Winterspielen 1988 in Calgary wurde sie im Einsitzer Zwölfte.
1992 erreichte sie bei ihren zweiten Olympischen Spielen in La Plagne als drittbeste Österreicherin hinter den beiden Tiroler Schwestern Doris Neuner (Siegerin) und Angelika Neuner (Zweite) den siebten Platz. 

### Olympische Winterspiele 1994
Bei den Olympischen Spielen 1994 in Lillehammer auf der Olympiabahn von Hunderfossen gewann sie die Bronzemedaille. Trainiert wurde sie von ihrem Vater Helmut Tagwerker, der viele Jahre Präsident des Vorarlberger Rodelverbandes war. 
1996 wurde sie im Einsitzer Frauen Dritte bei der Europameisterschaft. Bei den Rennrodel-Weltmeisterschaften 1997 gewann sie in Innsbruck Gold im Teamwettbewerb und bei der EM 1998 in Oberhof wurde sie Zweite.

### Gesamtweltcupsiegerin im Rennrodeln 1997
Den größten Erfolg ihrer Karriere feierte Tagwerker 1997 mit dem Gewinn des Gesamtweltcups. Sie war  1997 die letzte Athletin, die einen Weltcupsieg vor einer Serie von 105 Weltcupsiegen der deutschen Athletinnen erringen konnte.
Bei den Olympischen Spielen 1998 in Nagano erreichte sie am 11. Februar den fünften Rang. Im Herbst 1999 erklärte die damals 29-Jährige ihre aktive Zeit für beendet.
1994 und erneut 2002 (drei Jahre nach dem Ende ihrer internationalen Laufbahn) war sie Österreichische Meisterin.

## Erfolge

### Weltcupsiege
Einzel
| Nr. | Datum         | Ort       | Bahn                                  |
| --- | ------------- | --------- | ------------------------------------- |
| 1.  | 26. Jan. 1997 | Oberhof   | Rennrodelbahn Oberhof                 |
| 2.  | 30. Nov. 1997 | Königssee | Kombinierte Kunsteisbahn am Königssee |

### Privates
Sie lebt mit ihrem Mann Hans und ihren zwei Söhnen in Bludenz.

## Auszeichnungen (Auszug)
- 1994: Goldenes Verdienstzeichen der Republik Österreich
- 1999: Silbernes Ehrenzeichen für Verdienste um die Republik Österreich